# Ponte Lambro
Ponte Lambro é uma comuna italiana da região da Lombardia, província de Como, com cerca de 4.065 habitantes. Estende-se por uma área de 3 km², tendo uma densidade populacional de 1355 hab/km². Faz fronteira com Caslino d'Erba, Castelmarte, Erba.

## Demografia
| Variação demográfica do município entre 1861 e 2011                               |
|                                                                                   |
| Fonte: Istituto Nazionale di Statistica (ISTAT) - Elaboração gráfica da Wikipedia |